# Jack La Cayenne
Jack La Cayenne, pseudonimo di Alberto Longoni (Giussano, 4 gennaio 1937), è un ballerino, comico e attore italiano.

## Biografia
Ballerino e showman, agli inizi della carriera si esibiva insieme ad Adriano Celentano, col nome d'arte di Torquato il Molleggiato, e lo stesso Celentano s'ispirò a lui per le sue celebri mosse e per lo stesso soprannome di "molleggiato". Lanciato dal programma televisivo Primo applauso, divenne subito noto al grande pubblico.
Nel 1958 sposò Vanna Revelli campionessa italiana di rock and roll, conosciuta con nome d'arte Gelsomina e insieme formarono un numero di varietà internazionale comico di ballo e canto Jack La Cayenne & Gelsomina. Parteciparono ai primi tour di Adriano Celentano e i Ribelli dal 1957 al 1961. In seguito appaiono in club, teatri e spettacoli televisivi in Europa e negli Stati Uniti. A Broadway appaiono al Latin Quarter Music Hall, poi partecipano al famoso varietà televisivo The Ed Sullivan Show per la CBS. Nel 1966 la coppia si divide: Gelsomina canta con il gruppo inglese Top 3, successivamente negli anni '70 incide dischi in Grecia  come Gelsomina Vanna Marr per RCA Polydor e Philips. Jack inizia la sua carriera di solista come ballerino e attore in cinema e televisione. Nel 1975 la coppia si riunisce brevemente per partecipare allo spettacolo televisivo della Rai Punto e basta con Gino Bramieri e Sylvie Vartan.
Nel 1977, per le sue esibizioni durante la trasmissione Non stop, riacquistò notorietà: tra i suoi numeri più fortunati, quello in cui riusciva a mettere in bocca un'intera tazzina da caffè.
La Cayenne partecipò in seguito a diversi altri varietà di prima serata della Rai, fra i quali Gran Canal di Corrado e sempre con lui al Rally canoro.
Nell'agosto del 2015 è stato narratore di una puntata del programma Techetechete', mentre nel giugno 2016 ne è stato ospite, in cui proponeva un proprio sketch televisivo degli anni '50 e un filmato di Dario Fo in Mistero buffo.

## Filmografia

### Cinema
- Gli zitelloni, regia di Giorgio Bianchi (1958)
- Sexy al neon, regia di Ettore Fecchi (1962)
- La morte risale a ieri sera, regia di Duccio Tessari (1970)
- Yuppi du, regia di Adriano Celentano (1975)
- Di che segno sei?, regia di Sergio Corbucci (1975)
- Vai col liscio, regia di Giancarlo Nicotra (1976)
- Squadra antiscippo, regia di Bruno Corbucci (1976)[4]
- Maldoror, regia di Alberto Cavallone (1977)
- Charleston, regia di Marcello Fondato (1977)
- Tutti a squola, regia di Pier Francesco Pingitore (1979)
- Belli e brutti ridono tutti, regia di Domenico Paolella (1979)
- Cuando calienta el sol... vamos alla plaia, regia di Mino Guerrini (1983)

### Televisione
- Primo applauso, Programma Nazionale Rai, presentato da Enzo Tortora e Silvana Pampanini. 1956.[5]
- The Ed Sullivan Show, CBS TV USA (1964)
- Punto e basta, regia di Antonello Falqui (1975)
- Rita ed io , regia di Eros Macchi (1977)
- Non stop, regia di Enzo Trapani (1977)
- Il ribaltone, regia di Antonello Falqui (1978)
- Domenica in, Rai uno, presenta Corrado. 1979
- Camping, silent movie prodotto da RTS TELEVISIONE SVIZZERA. Regia: Gianni Padlina.
- Gran Canal, regia di Luigi Turolla (1981)
- FLASH, Canale 5. Presenta Mike Bongiorno. 1981
- Il sabato dello zecchino. Rai  uno, varietà.  Presenta Cino Tortorella. 1981
- Due di tutto. Rai due, regia Enzo Trapani.  1982
- Maurizio Costanzo Show. Rete 4. Due puntate. 1982.
- Discoteca Festival. Rai  uno.  Presenta Daniele Piombi. 1983
- Gran Casinò, Rai uno, varietà con Lino Banfi. Regia Sergio Corbucci.
- Questa Italia, Varietà  Rai International.
- Don Matteo, regia di Giulio Base (2004)
- I Raccomandati, varietà condotto da Carlo Conti. In occasione dei cinquanta anni del Rock & Roll in Italia.
- Stracult: I protagonisti di Yuppi du.  Rai  uno
- Dossier, Rai due. Intervista di Michele Bovi.
- Techetechete, Rai uno.  Clip show di Michele Bovi. 2012, 2013, 2014 , ecc
- Unici: Non Stop la stagione dei talenti. Rai due. 2019

Prese parte anche a due serie della rubrica pubblicitaria televisiva di Rai 1 Carosello: 
• Nel 1961 per Tintal Max Mayer con Febo Conti (Ridolini) e Ciccio Barbi, due caroselli. 
- nel periodo 1969-1975 per i formaggini Crema Belpaese, il formaggio Certosino e il dessert Galbi della Galbani, con Johnny Dorelli, Daniele Vargas, Leo Gavero e Dalila Di Lazzaro;
- nel 1976 per i succhi di frutta Appia Drinkpack dell'Appia.

## Doppiatori italiani
- Gianni Marzocchi in Yuppi du, Di che segno sei?
- Mario Milita in Belli e brutti ridono tutti
- Giorgio Piazza in Sexy al neon